# Université de technologie de Hambourg-Harburg
 (novembre 2017).
L' Université de technologie de Hambourg (en allemand Technische Universität Hamburg ou TU Hamburg, en abrégé TUHH) est l'une des plus récentes universités d'Allemagne.
L'université a été fondée en 1978 et les cours ont commencé en 1982/1983. Environ 100 maîtres de conférences et professeurs et 1150 membres du personnel (450 scientifiques) travaillent à TUHH. Avec environ 5 000 élèves, l'université propose un haut ratio de personnel pour les étudiants.
L'université est située à Harburg, un quartier dans le sud de Hambourg.

## Études Interdisciplinaires

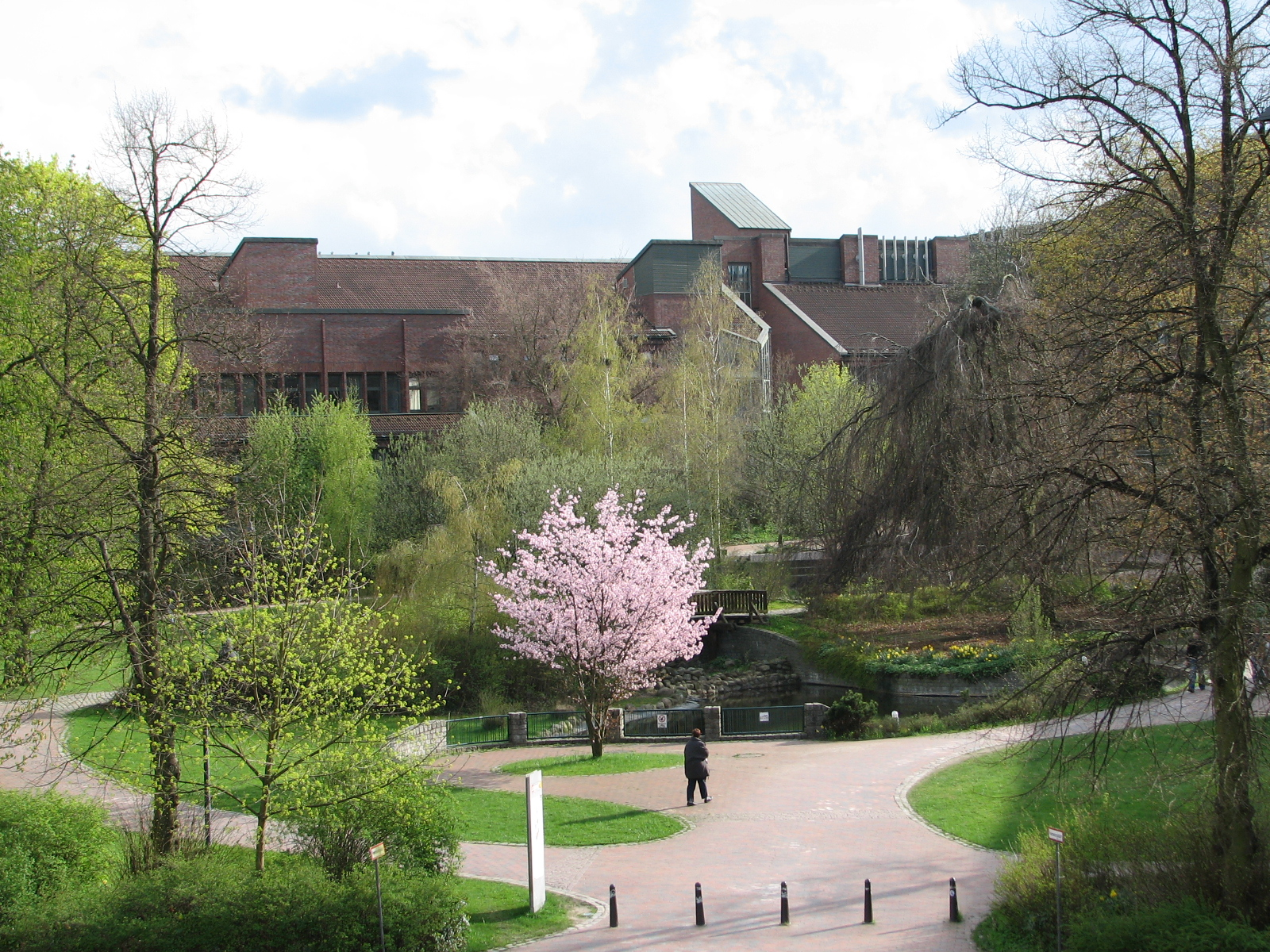
Campus de TU Hambourg

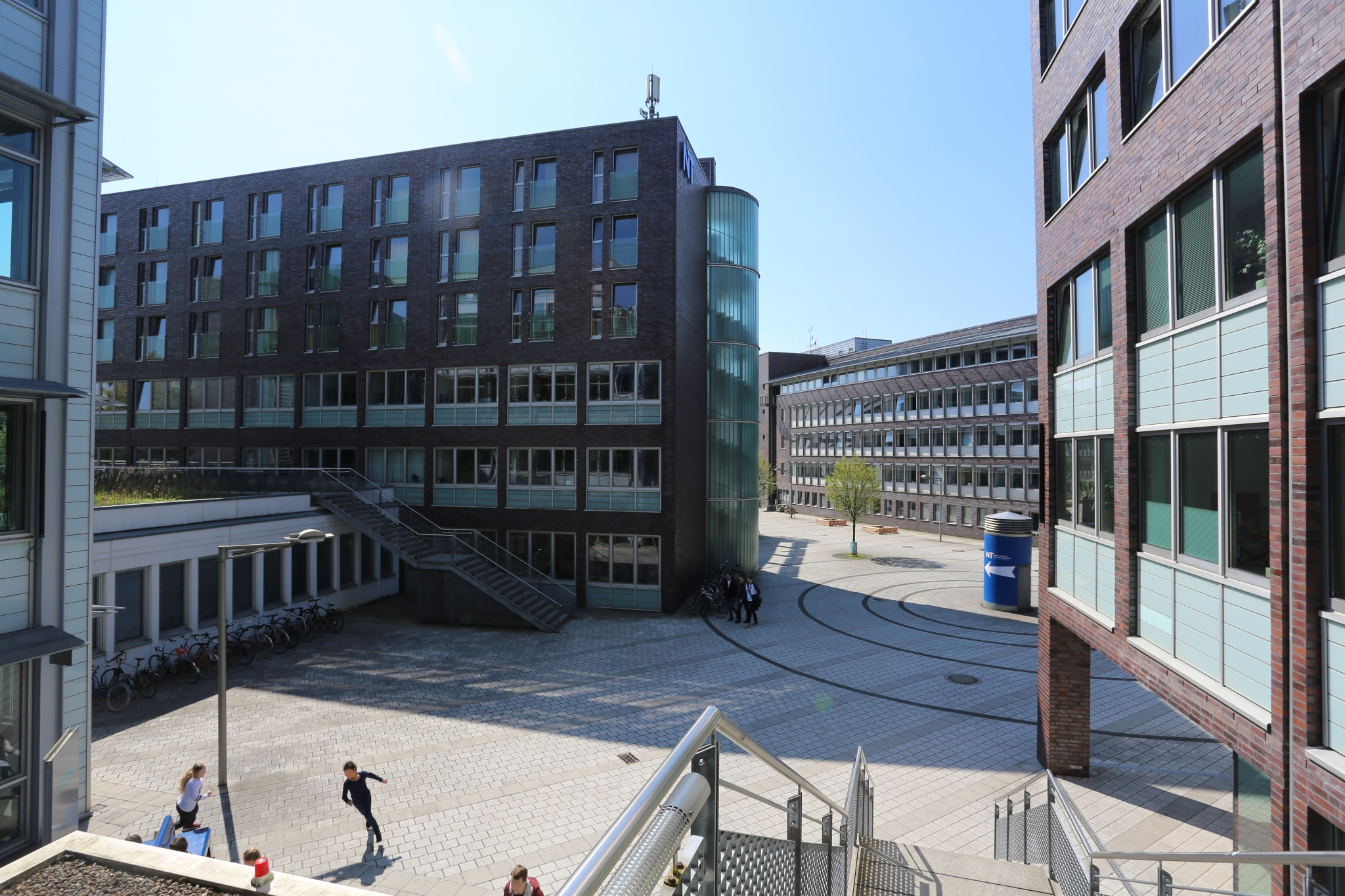
Vue de l'intérieur du campus

Contrairement aux universités conventionnelles, TUHH  administre séparément l'enseignement de la recherche. Des scientifiques de différentes spécialités travaillent ensemble dans les départements.
La recherche est divisée en six départements de recherche interdisciplinaire :
1. Ville, environnement et technologie
2. Ingénierie des systèmes
3. Génie civil et maritime
4. Informatique et réseaux de communication
5. Matériaux, conception et fabrication
6. Génie énergétique

L'enseignement est organisé en six thèmes d'études :
1. Génie Civil
2. Génie électrique, informatique et mathématiques
3. Professionnelle, Sous Réserve De L'Éducation
4. Management en science et technologie
5. Génie Mécanique
6. Process et Génie Chimique

## Bibliothèque universitaire

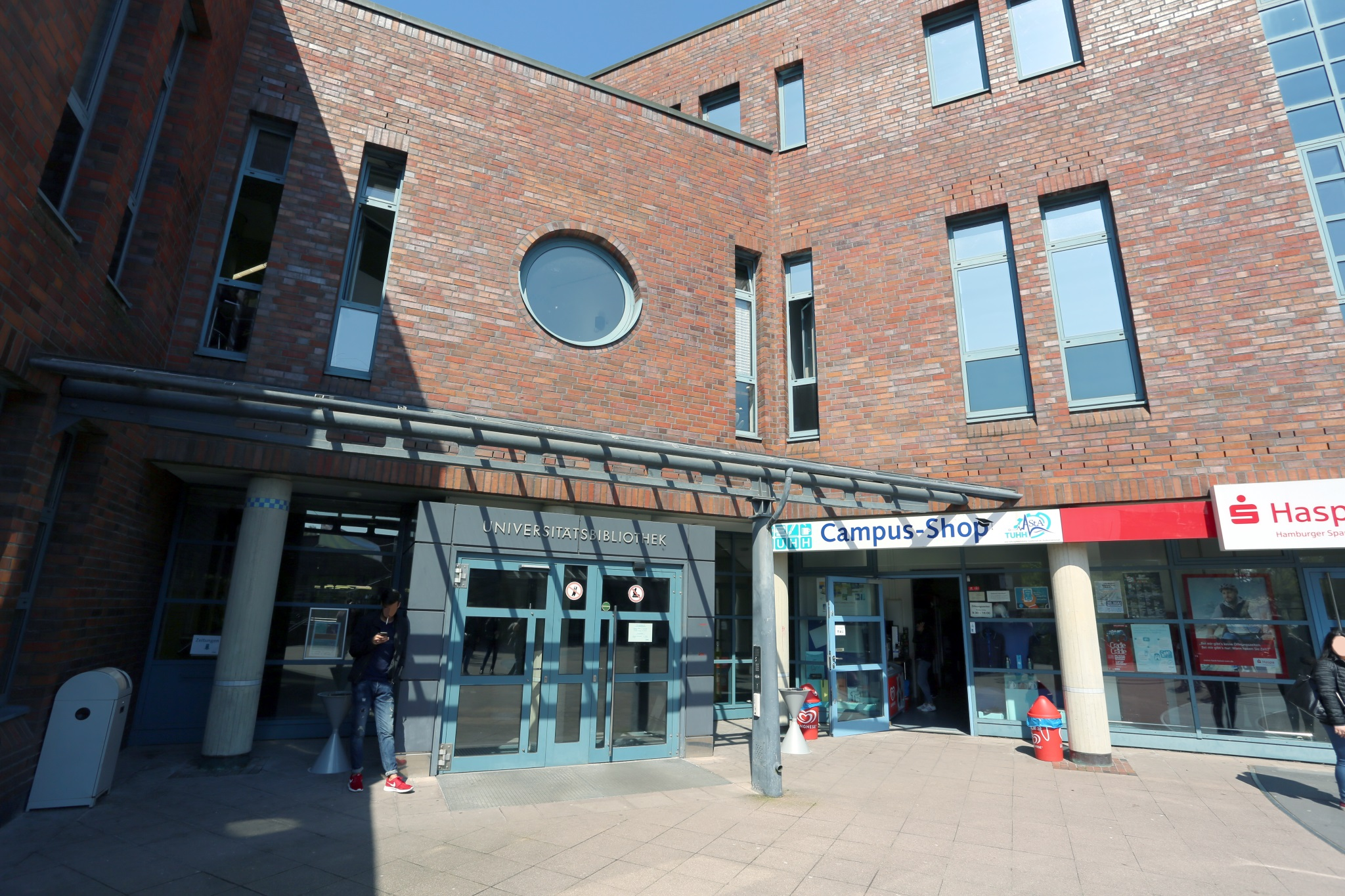
Bibliothèque de l'université

La bibliothèque n'est pas seulement utilisée par les membres de l'université. C'est aussi une bibliothèque technique de la région de Hambourg. Ses services sont également à la disposition des citoyens qui ne sont pas étudiants.